# 木村万平
木村 万平（きむら まんぺい、1924年（大正13年）3月9日 - 2014年（平成26年）7月11日）は、日本の社会科教師、教育者、市民活動家である。大韓帝国・京城府（現在の大韓民国・ソウル特別市）出身。木村 萬平は旧字体表記。

## 略歴
- 1924年（大正13年）3月9日 : 大韓帝国・京城府に生まれる。
- 1944年（昭和19年）9月 : 大阪外事専門学校（現在の大阪外語大学）インド科を卒業する。
- 1949年（昭和24年）3月 : 京都大学文学部哲学科を卒業する。
- 1949年（昭和24年）4月 : 京都市立中学校に勤務を開始、社会科教師やのちに教頭を務める。
- 1952年（昭和27年）8月15日 : 京都市立深草中学校女生徒および同PTAの出演協力を得て、映画製作会社ラジオ映画（東京都目黒区）が製作したドキュメンタリー映画『思春期の女生徒たち』を監督、同日に完成する[3]。
- 1981年（昭和56年）- 1984年（昭和59年） : 京都市教育研究所の次長を務める。
- 1984年（昭和59年）11月14日 : 『朝日新聞』朝刊の「声」欄に「アジア軽侮の諭吉なぜ札に」を投稿して新1万円札の肖像に福澤諭吉が選ばれたことに反対した[4]。
- 「住環境を守る・京のまちづくり連絡会」代表などを務める。
- 1989年（平成元年）8月 : 京都市長選挙に日本共産党推薦の革新無党派として立候補し、田邊朋之に321票差で敗れる[5]。
- 1990年（平成2年）4月 : 京都府知事選挙に日本共産党推薦の候補として出馬し、現職の荒巻禎一に大差で敗れる。
- 2014年（平成26年）7月11日 : 老衰のため死去[1]。

## 著書
- 『草の根のまちづくり　京町衆は挑戦する』かもがわ出版、1989年5月。ISBN 978-4-906247-57-8。
- 『鴨川の景観は守られた　“ポン・デ・ザール”勝利の記録』鴨川の景観を守る連絡会 監修、かもがわ出版、1999年3月。ISBN 978-4-87699-447-2。
- 『京都破壊に抗して　市民運動20年の軌跡』鴨川の景観を守る連絡会 監修、かもがわ出版、2007年6月。ISBN 978-4-7803-0102-1。 - 地方出版文化功労賞を受賞。

## フィルモグラフィ
下記の作品の監督をした記録がある。
- 『思春期の女生徒たち』 : 出演京都市立深草中学校生徒および同PTA、製作ラジオ映画、ドキュメンタリー映画、1952年8月15日完成 - 監督